# Ethnographische Fotografie

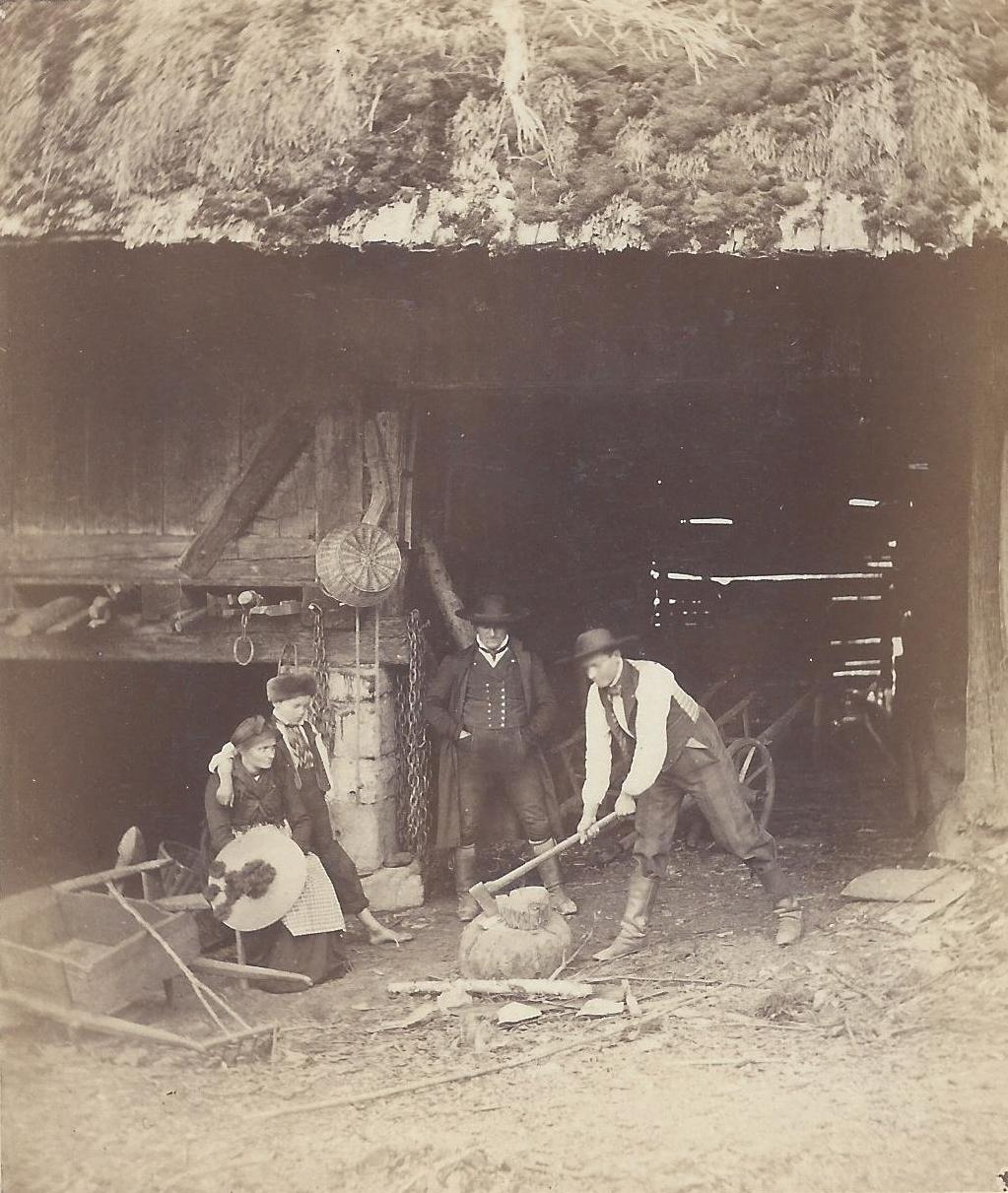
Schwarzwälder Holzspaltlehrstunde in Antogast (Renchtal, Numa Blanc 1863)

Ethnographische oder anthropologische Fotografie bezeichnet eine Anwendung der wissenschaftlichen Fotografie zur Unterstützung oder Ergänzung ethnographischer/ethnologischer beziehungsweise anthropologischer Feldforschungen.

## Geschichte und Entwicklung

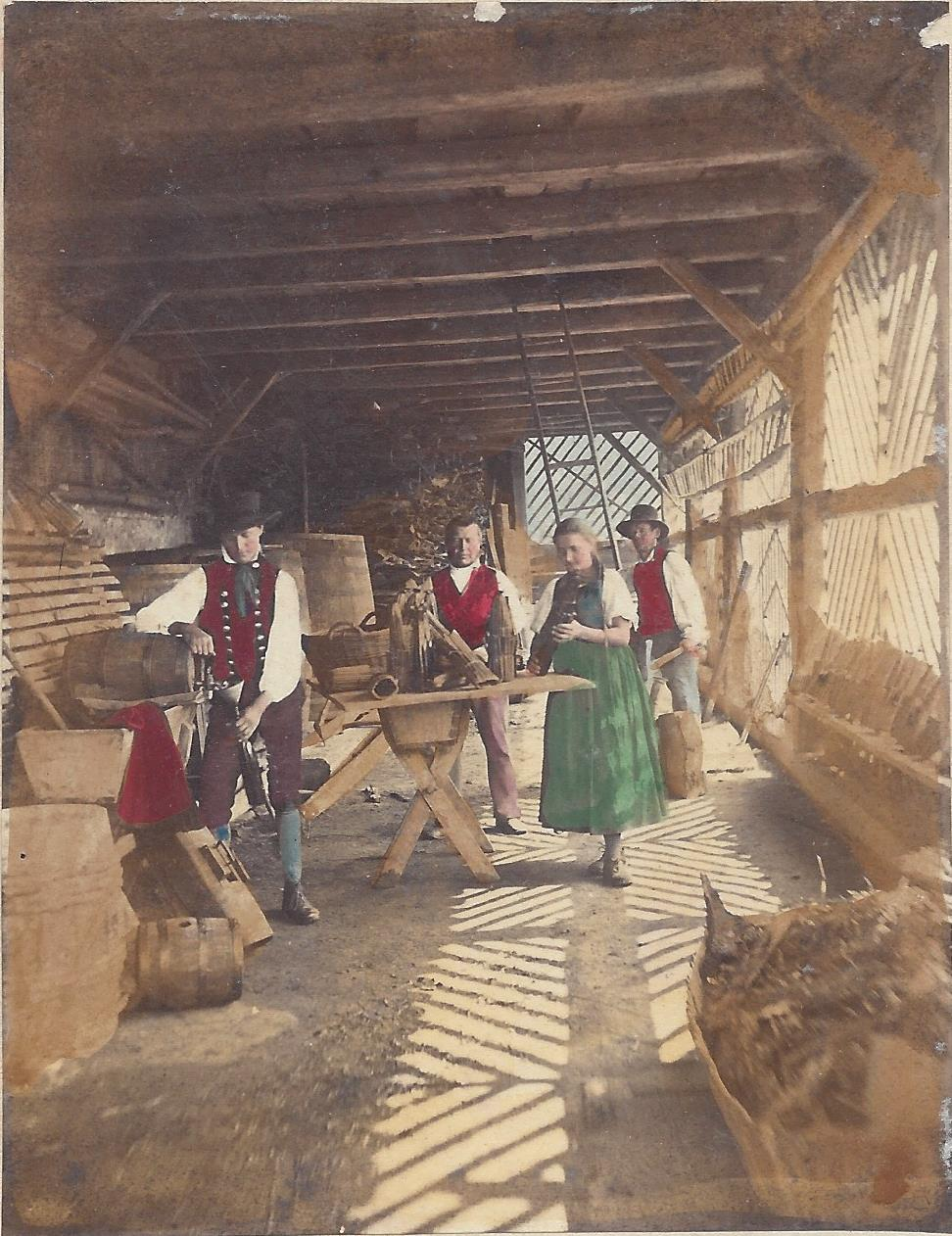
Schwarzwälder in einer Obstbrennerei in Gutach (getintete Fotografie, Ludovico Wolfgang Hart 1864)

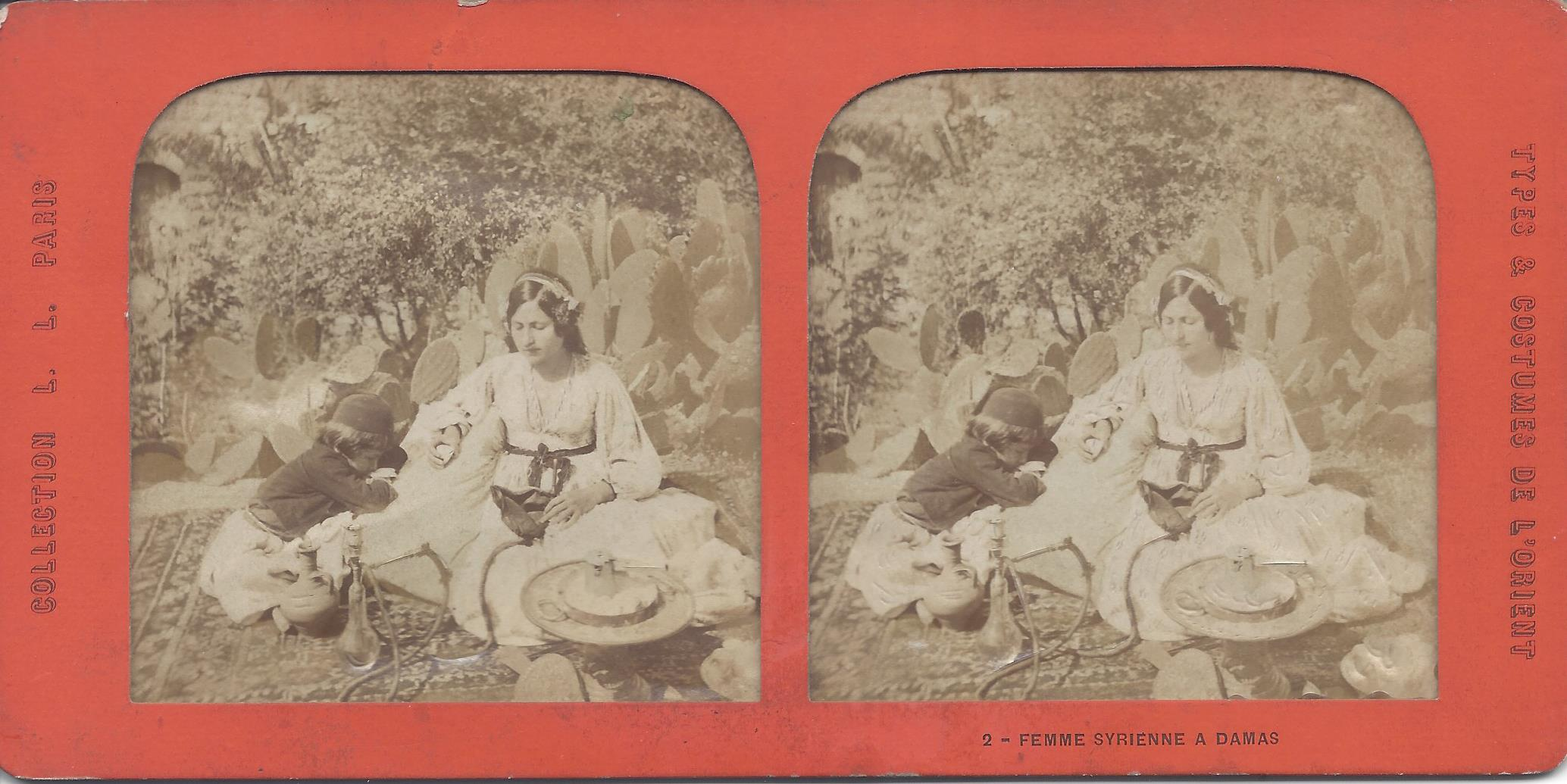
Jüdische Frau mit Kind aus Damaskus im Garten (Ludovico Wolfgang Hart 1865)

Die Ursprünge der ethnografischen Fotografie finden sich in der Reisefotografie, die sich bereits in den ersten Jahren der Fotografie entwickelt; Zitat: „Die koloniale Durchdringung der überseeischen Welt und die neuen Verkehrsmittel setzten ab Mitte des vorigen Jahrhunderts verschiedene Reisende in den Stand, ihre wissenschaftlichen, geschäftlichen oder auch nur touristischen Reisen zu verwirklichen. Dabei gehörte für viele die fotografische Ausrüstung zum unverzichtbaren Bestandteil ihres Gepäcks.“
Frühe anthropologische Fotografien finden sich bereits 1872 in Charles Darwins Buch The Expression of Emotion in Man and Animals, das einige Bilder von Oscar Gustave Rejlander enthält. Ebenfalls in diese Zeit fallen die zahlreichen Expeditionen zur Erkundung der westlichen Territorien der USA sowie des Nahen und Mittleren Ostens – also in die Region des heutigen Israels, Palästinas, Syriens und Ägyptens sowie des indischen Subkontinents – und der Kolonien; auf diesen Fernreisen wurden nicht nur die menschlichen Artefakte fotografisch festgehalten, sondern auch die Sitten und Gebräuche der (Ur-)Einwohner dokumentiert.
Beispielsweise fotografierte der Brite Ludovico Wolfgang Hart 1864 für das Mappenwerk Galerie universelle des peuples (Straßburg, Paris, London 1865) im Elsaß, in Baden, in Württemberg und in der Schweiz, sowie 1865 im Libanon, Syrien und Ägypten. Der Brite John Thomson fotografierte Anfang der 1870er Jahre in Kambodscha, Malaya und China; er veröffentlichte eine Auswahl seiner Fotografien in dem vierbändigen Werk Illustrations of China and Its People (London 1873). Die 1882–1883 entstandene Sophus-Tromholt-Sammlung zur Kultur der Sámi in Norwegen gehört seit 2013 zum Weltdokumentenerbe. In den USA fotografierte der Buchhändler Adam Clark Vroman zwischen 1895 und 1904 eine Dokumentation über die Indianer des amerikanischen Südwestens.
Das zwischen 1870 und 1874 entstandene Anthropologisch-Ethnologische Album in Photographien des Hamburger Fotografen Carl Dammann war das erste Projekt ethnografischer Fotografie in Deutschland. Es wurde in Zusammenarbeit mit der Berliner Gesellschaft für Anthropologie, Ethnologie und Urgeschichte (BGAEU) durchgeführt und umfasste 642 einzelne, auf 50 Blätter aufgezogene Fotografien. Die einzelnen Blätter, die Aufnahmen verschiedener Menschen aus ethnischen Gruppen in Afrika, Asien, Australien und Europa darstellen, enthalten Bildunterschriften für jedes Foto, eine zusammenfassende Beschreibung für jede ethnische Gruppe und Angaben über die Herkunft der Fotos.
Als anspruchsvollste ethnographische Fotodokumentation der Jahrhundertwende in den USA gilt das Lebenswerk Edward S. Curtis’, der mit finanzieller Unterstützung des Bankiers John Pierpont Morgan die Monografie The North American Indian schuf, die aus jeweils zwanzig Text- und Bildbänden mit Fotogravüren besteht und zwischen 1907 und 1930 veröffentlicht wurde.
Gemeinsames Kennzeichen der Interpretation dieser frühen anthropologischen und ethnografischen Fotografie ist der Glaube an die Präzision und die unzweifelhafte Genauigkeit der Fotografie – Skepsis gegenüber dem Wahrheitsgehalt der Fotografie kommt erst später auf.
„Die Fülle an Abbildungen in wissenschaftlichen Berichten um die Jahrhundertwende steht in deutlichem Gegensatz zu heutigen ethnologischen Publikationen, in denen Beweise und Belege eher durch Diagramme, Kurven und statistische Zahlenangaben geliefert werden“ (Markus Schindlbeck: Die ethnographische Linse – Photographien aus dem Museum für Völkerkunde Berlin, 1989, S. 9).
Zu den neueren Vertretern einer kritischen ethnographischen Fotografie zählt beispielsweise Claude Lévi-Strauss, der seinen Bericht Traurige Tropen über die Indianervölker in Brasiliens Mato Grosso mit zahlreichen Fotografien illustrierte.